# Dala7

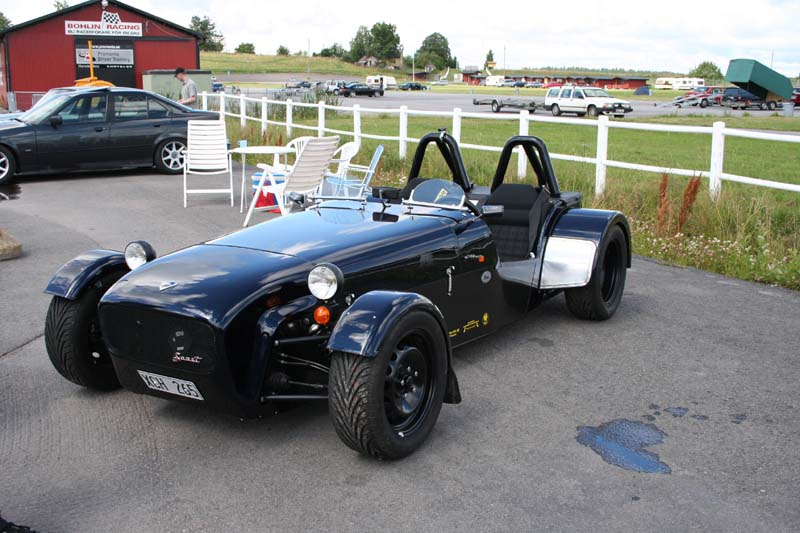
Dala7 är mycket bredare än andra Seveninspirerade bilar.

Dala7 är en kit-car, som är längre och bredare än inspirationskällan Lotus Seven, och är tänkt att byggas av Volvo-delar. Tanken bakom Dala7 är att erbjuda en bil som även långa personer sitter någorlunda bekvämt i, och som använder det i Sverige synnerligen vanliga märket Volvos komponenter. Chassit baseras på Esthers design, men är förlängt 12 cm och breddat 16 cm. så att komponenter från till exempel en Volvo 740 kan användas. Tillverkningen sker i Färjestaden, på Öland. Logotypen ritades av Magnus Sollenberg
Även om bilen är avsedd att byggas av Volvodelar, har byggen med motorer från SAAB, Opel, Ford, Mazda o.s.v. förekommit.
Första Dala7:an registrerades 2004 i Stockholm av masen Jocke Englundh.